# Burmeistera glabrata
Burmeistera glabrata är en klockväxtart som först beskrevs av Carl Sigismund Kunth, och fick sitt nu gällande namn av George Bentham, Joseph Dalton Hooker och Benjamin Daydon Jackson. Burmeistera glabrata ingår i släktet Burmeistera och familjen klockväxter. Inga underarter finns listade i Catalogue of Life.